# Лукарії
Лукарії у Стародавньому Римі свято присвячене лісу, яке відзначалось 19 і 21 липня.
Інтерпретації відзначення цього свята різні.
Згідно з однією пропозицією, Лукарії відзначались на пам'ять про римлян, які пережили сувору поразку своєї армії і постраждали від рук галлів у 390 р. до н. е. на Аллії, річці, притоці Тибру, близько п'ятнадцяти кілометрах від Риму. Ті, що вижили знайшли притулок в лісах навколо Via Salaria. У перший день фестивалю (19 липня) було сказано Alliensis вмирає (лат. dies Alliensis), і що насправді згадується битві на річці Аллії. Після цієї поразки пізніше Галлія була завойована Римом і страждала катастрофічних пограбунків.
Відповідно до іншої інтерпретації, це свято присвячене усім богам лісів і лісам, з урахуванням тих груп дерев, які залишилися незайманими після вирубки площі (лат. lucus), необхідних для  людини.
За Овідієм — Лукарії присвячені дитячому притулку Ромула поблизу Тибру.